# Keresztéte
Keresztéte ist eine Gemeinde im Komitat Borsod-Abaúj-Zemplén.

## Geografische Lage
Keresztéte liegt im Nordosten Ungarns, nahe der slowakischen Grenze. Miskolc ist 65 km, die nächste Stadt Encs 30 km von Keresztéte entfernt.

## Wirtschaft
Keresztéte ist von der Landwirtschaft geprägt. Bedeutsam ist der Obstbau (Äpfel) auf gut 200 ha. Wie andere Dörfer in diesem Teil Ungarns ist jedoch auch Keresztéte von Überalterung und Aussterben bedroht.

## Tourismus und Sehenswürdigkeiten

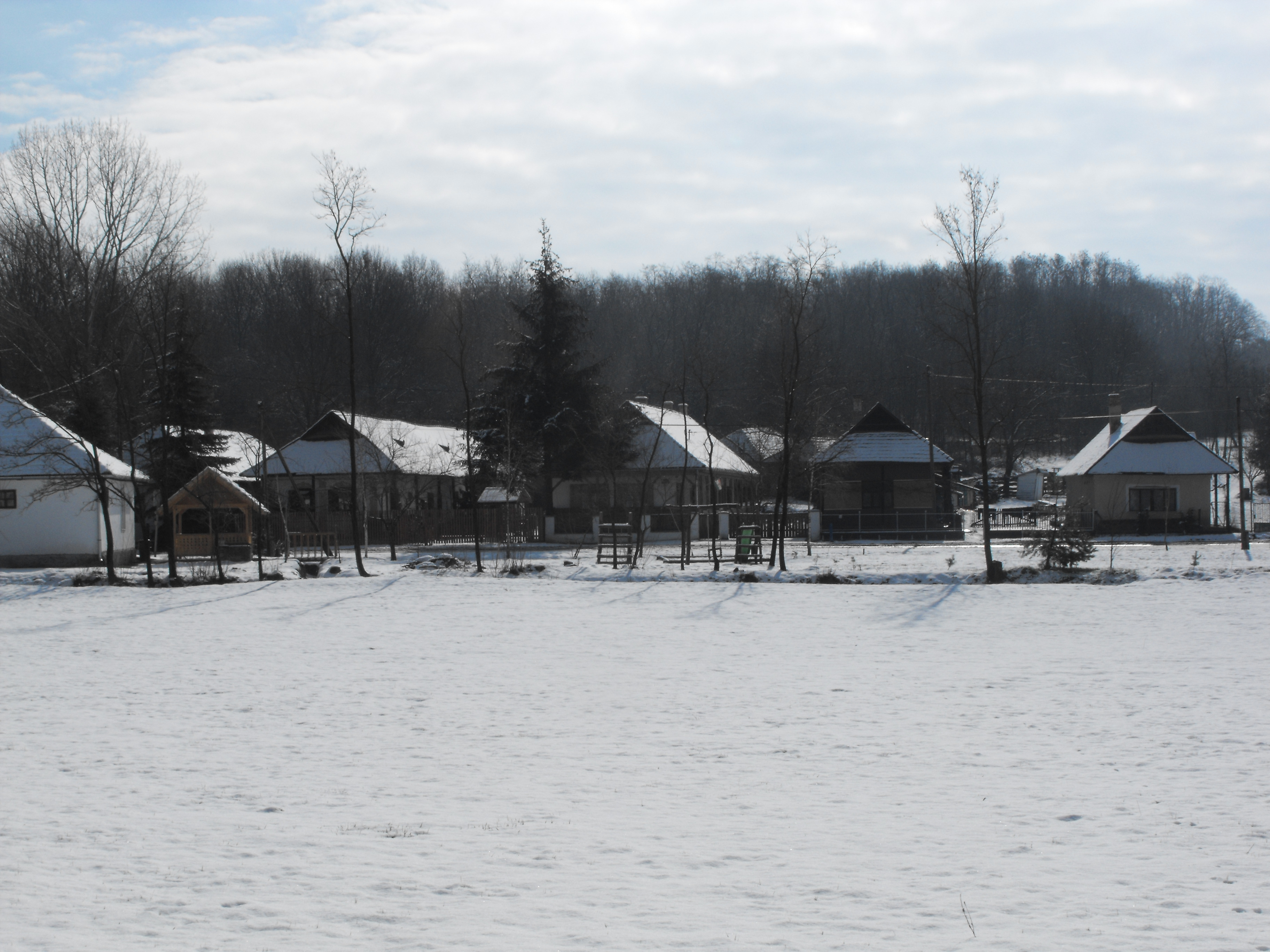
Keresztéte

Das Dorf wird vom Cserehát Rundwanderweg (rote Wegbezeichnung) berührt. Es gibt einfache Ferienwohnungen in ehemaligen Bauernhäusern. Die kleine römisch-katholische Kirche Krisztus Király-kápolna, die gleichzeitig als Schulhaus diente, ist eine Besonderheit des Dorfes.

## Verkehr
Keresztéte ist nur über die Nebenstraße Nr. 26125 erreichbar.